# روی گلن
روی گلن (انگلیسی: Roy Glenn; ۳ ژوئن ۱۹۱۴ – ۱۲ مارس ۱۹۷۱) یک هنرپیشه اهل ایالات متحده آمریکا بود.

## گزیده فیلمشناسی
از فیلم‌ها یا برنامه‌های تلویزیونی که وی در آن نقش داشته‌است می‌توان به آثار زیر اشاره کرد.
- ترانه جنوب (۱۹۴۶)
- کارمن جونز (۱۹۵۴)
- بر باد نوشته (۱۹۵۶)
- خشم و هیاهو (فیلم ۱۹۵۹) (۱۹۵۹)
- پورگی و بس (۱۹۵۹)
- ماجراهای هاکلبری فین (فیلم ۱۹۶۰) (۱۹۶۰)
- پرنده شیرین جوانی (فیلم) (۱۹۶۲)
- حدس بزن چه‌کسی برای شام می‌آید (۱۹۶۷)
- محکم دارشان بزن (۱۹۶۸)
- امید سفید بزرگ (۱۹۷۰)